# Верхотурка
Верхотурка — деревня в городском округе Верхняя Пышма Свердловской области. Управляется Мостовским сельским советом. Площадь деревни 1,540 кв.км.

## География
Расположена к востоку от Уральских гор, на севере городского округа Верхняя Пышма,  на левом берегу реки Мостовка, в 1,5 км к западу от озера Ельничное и Ельничного болота, в 33 километрах на северо-восток от административного центра округа — города Верхняя Пышма.

### Часовой пояс
Верхотурка как и вся Свердловская область, находится в часовой зоне МСК+2. Смещение применяемого времени относительно UTC составляет +5:00.

## Население
| 2002 | 2010 |
| ---- | ---- |
| 11   | ↗24  |

Структура
По данным переписи 2002 года национальный состав следующий: русские — 100 %. По данным переписи 2010 года в деревне было: мужчин — 11, женщин — 13.

## Инфраструктура
В деревне расположена всего одна улица — Советская.